# 8751 Nigricollis
A 8751 Nigricollis (ideiglenes jelöléssel 2594 P-L) a Naprendszer kisbolygóövében található aszteroida. Cornelis Johannes van Houten, Ingrid van Houten-Groeneveld és Tom Gehrels fedezte fel 1960. szeptember 24-én.